# Уџи
Уџи (јап. 宇治市) град је у Јапану у префектури Кјото. Према попису становништва из 2005. у граду је живело 189.591 становника.

## Становништво
Према подацима са пописа, у граду је 2005. године живело 189.591 становника.
| 1995.   | 2000.   | 2005.   |
| ------- | ------- | ------- |
| 184.830 | 189.112 | 189.591 |